# أوجوست أدولف فون هاوجفيتس
أوجست أدولف فون هاوجفيتس August Adolph von Haugwitz (ولد في 14 مايو 1647 في قصر أوبيجاو في أوبرلاوزيتس – ومات في 27 سبتمبر 1706 في قصر نيشفيتس قرب باوتسن) هو شاعر ومسرحي ألماني ينتمي إلى عصر الباروك.

## حياته
ينحدر هاوجفيتس من عائلة نبيلة في لاوزيتس. التحق في 28 أكتوبر 1665 بجامعة فيتنبرج لدراسة علوم القانون. وتعود أولى مسرحياته التي ظلت غير مطبوعة إلى فترة الدراسة تلك. أما مسرحيته الأولى «سليمان» Soliman فقد تأثر أسلوبه فيها بأسلوب أندرياس جريفيوس. في عام 1669 رحل هاوجفيتس إلى باريس في رحلة تعليمية حيث شرع هناك في كتابة كوميديته الملكية «فلورا» Flora. أما في الشعر فقد كان يعتبر هوفمانسفالداوْ مثلا أعلى يحتذي به وينتهج نهجه وأسلوبه.